# Олексієво-Тузловка
Олексієво-Тузловка — слобода в Родіонову-Несвітайськом районі Ростовської області Росія, біля кордону з Україною.
Входить до складу Барило-Крепінського сільського поселення.
Слобода розташована на кордоні з Луганською областю України, над лівою притокою Тузлової річкою Лівий Тузлів.
Населення - 550 осіб (2010 рік).

## Географія

### Вулиці
- вул. Маяковського,
- вул. Московська,
- вул. Просвіти,
- вул. Садова,
- вул. Шкільна,
- пер. Мостовий.